# Албера і Коста Бармеля

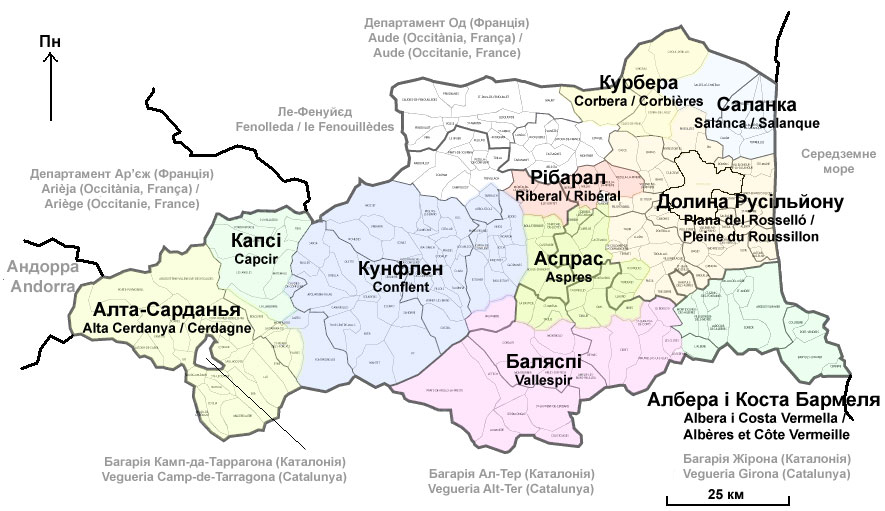
Географічні зони Русільйону : Курбера, Саланка, Рібарал, Долина Русільйону, Аспрас та Албера і Коста Бармеля

Албе́ра і Ко́ста Барме́ля (кат. Albera i Costa Vermella, фр. Albères et Côte Vermeille) — південна частина історичного району (кумарки) Русільйон, який разом з районами (кумарками) Алта-Сарданья, Капсі, Кунфлен та Баляспі є частиною каталанських країн. 
Французька назва — Альбе́р е Кот Верме́й.  
Адміністративно є частиною французького департаменту Східні Піренеї.

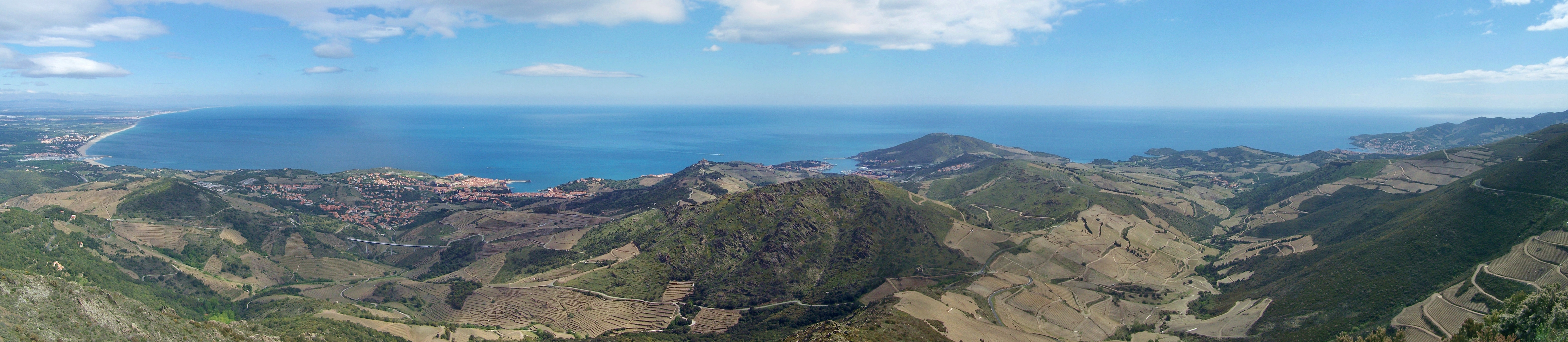
Кот-Вермей, де показані Аржелес-сюр-Мер, Колюр, Порт-Вандр, Павільйон і Баньоль-сюр-Мер